# Rietzel
Rietzel is een plaats en voormalige gemeente in de Duitse deelstaat Saksen-Anhalt, en maakt deel uit van de Landkreis Jerichower Land.

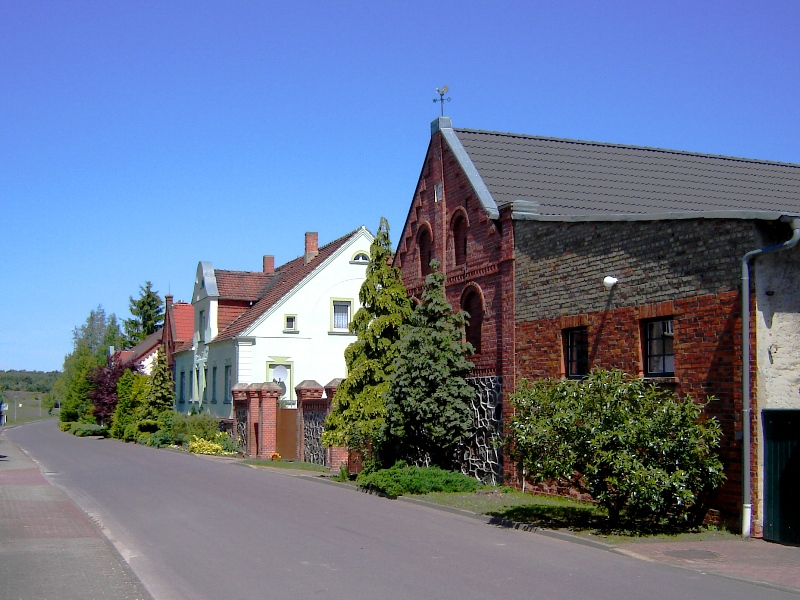
Dorpsstraat

Rietzel telt 148 inwoners.
Altengrabow · Bomsdorf · Brandenstein · Brietzke · Büden · Dalchau · Dörnitz · Drewitz · Friedensau · Glienicke · Göbel · Grabow · Grätzer Hof · Hobeck · Hohenziatz · Isterbies · Kähnert · Kalitz · Kampf · Klein Lübars · Klepps · Krüssau · Küsel · Loburg · Lübars · Lühe · Lütnitz · Lüttgenziatz · Magdeburgerforth · Pabsdorf · Räckendorf · Reesdorf · Riesdorf · Rietzel · Rosian · Rottenau · Schweinitz · Stegelitz · Theeßen · Tryppehna · Wahl · Waldrogäsen · Wallwitz · Wendgräben · Wörmlitz · Wüstenjerichow · Zeddenick · Zeppernick · Ziegelsdorf · Ziepel